# غرينجر هاينز
غرينجر هاينز (بالإنجليزية: Grainger Hines)‏ هو ممثل أمريكي، ولد في 1949 في الولايات المتحدة.

## أعمال

### أفلام
- (1979) روكي 2[3][4]
- (2012) لينكون[5]
- (2015) عائلة فانج

### مسلسلات
- الموهبة

## وصلات خارجية
- غرينجر هاينز على موقع IMDb (الإنجليزية)
- غرينجر هاينز على موقع ألو سيني (الفرنسية)
- غرينجر هاينز على موقع قاعدة بيانات الفيلم (الإنجليزية)